# Monte Isto
El monte Isto es el pico más alto de la cordillera de Brooks, Alaska, Estados Unidos. Situado en el este de Brooks Range, en lo que se conoce como las montañas Romanzof, el monte Isto se encuentra a 8,0 km  al sur del monte Hubley, el segundo pico más alto de la cordillera Brooks. El monte Isto se encuentra dentro del Refugio Nacional de Vida Silvestre del Ártico y fue nombrado en 1966 por Reynold E. (Pete) Isto, un ingeniero civil del Servicio Geológico de los Estados Unidos. En 2014, la nueva tecnología de medición estableció que Mount Isto es el pico más alto en la cordillera de Brooks. Anteriormente, se creía que el monte Chamberlin era el más alto, pero ahora ocupa el tercer lugar.